# إليزابيث آن بينيت
إليزابيث آن بينيت (بالإنجليزية: Elizabeth Ann Bennett)‏ هي ممثلة أمريكية، ولدت في 25 يوليو 1978 في وستمنستر في الولايات المتحدة.

## وصلات خارجية
- إليزابيث آن بينيت على موقع IMDb (الإنجليزية)
- إليزابيث آن بينيت على موقع ألو سيني (الفرنسية)
- إليزابيث آن بينيت على موقع قاعدة بيانات الفيلم (الإنجليزية)
- إليزابيث آن بينيت على موقع كينوبويسك (الروسية)